# ファトミル・プレンガイ
ファトミル・プレンガイ（Fatmir Prengaj 、2001年5月1日 - ）は、アルバニア・マムラシ出身のプロサッカー選手。アルバニア・スーペルリーガ・ラチ所属。ポジションは、フォワード。

## 選手歴
2018年9月12日、アルバニア・カップ1回戦のナフテタリ戦ファーストレグでトップチームデビューを果たし、2週間後のセカンドレグで初得点を挙げ、チームも9-0で勝利した。10月28日、0-1で敗れたホームのクケシ戦の82分にエルヴィ・ベリシャとの交代出場でスーペルリーガデビューを果たした。

## 個人成績

### クラブ
2020年2月2日現在
| クラブ | シーズン | リーグ                     | リーグ | リーグ | カップ | カップ | 合計 | 合計 |
| クラブ | シーズン | リーグ                     | 出場   | 得点   | 出場   | 得点   | 出場 | 得点 |
| ------ | -------- | -------------------------- | ------ | ------ | ------ | ------ | ---- | ---- |
| ラチ   | 2018-19  | アルバニア・スーペルリーガ | 4      | 0      | 3      | 1      | 7    | 1    |
| ラチ   | 2019-20  | アルバニア・スーペルリーガ | 3      | 0      | 0      | 0      | 3    | 0    |
| 通算   | 通算     | 通算                       | 7      | 0      | 3      | 1      | 10   | 1    |